# 一馬芳和
一馬 芳和（かずま よしかず、8月1日 - ）は、日本の男性声優。神奈川県出身。

## 来歴
以前はぷろだくしょんバオバブに所属していた。

## 人物
資格は普通自動車免許、美容師免許。
特技は寝つきのよさ、車をピカピカにすること。趣味はバスケットボール、読書、日本神話。
方言は東北弁（宮城弁）。

## 出演

### テレビアニメ
2005年
- ガン×ソード（ボディーガード、スタッフ達、男E、船員）
- フルメタル・パニック! The Second Raid（ゲーボ4）
- ぺとぺとさん（茅ケ崎先生）

2006年
- いぬかみっ!（修行僧）
- おとぎ銃士 赤ずきん（村人）
- 妖逆門 -ばけぎゃもん-（水神、黒衣の男A、巨武）
- プレイボール2nd（原田）
- まじめにふまじめ かいけつゾロリ（2006年 - 2007年、サンタポリス2、男性審判員）

2007年
- ウエルベールの物語 〜Sisters of Wellber〜（ダリー、兵士、親父）
- 獣神演武 -HERO TALES-（玄狼党員、団員）
- 神曲奏界ポリフォニカ（研究員）
- 鉄子の旅（編集者、沿線の人々、車掌、車内アナウンス）
- ロミオ×ジュリエット（親衛隊）
- しましまとらのしまじろう（店主）

2008年
- 銀魂（組員A、亀兵士A）
- ゴルゴ13（男、マンガーノの手下、刑事）
- スティッチ!（カメラ屋のおじさん、魚屋のおじさん）
- スレイヤーズREVOLUTION（コックA、盗賊C 他）
- 絶対可憐チルドレン（隊員、副隊長）
- テイルズ オブ ジ アビス（マルクト兵、神託の盾兵）
- 二十面相の娘（酔っ払い）
- 乃木坂春香の秘密（黒犬C）
- のらみみ2（お面屋のおやじ）
- はっけん たいけん だいすき! しまじろう（プラネタリウムの声）
- 夜桜四重奏 〜ヨザクラカルテット〜（町人）

2009年
- はっけん たいけん だいすき! しまじろう（気象予報士）
- 真マジンガー 衝撃!Z編 on television（東、あしゅら兵）

2010年
- はっけん たいけん だいすき! しまじろう（八百屋）

2011年
- TIGER & BUNNY（警報アナウンス）

2012年
- 忍たま乱太郎（農夫、侍、代官）

### OVA
- 舞-乙HiME Zwei（2006年、ロムルス艦長）

### 劇場アニメ
- ベクシル 2077日本鎖国（2007年、狂戦士D、エインヘイリヤルC）

### ゲーム
- ソニック・ザ・ヘッジホッグ（2006年、ソレアナ研究員）
- 龍が如く2（2006年、コウジ[要出典]）
- マブラヴ オルタネイティヴ（2006年）
- 内田康夫DSミステリー 名探偵・浅見光彦シリーズ「副都心連続殺人事件」（2009年、藤田編集長、中森文宏）
- 斬撃のREGINLEIV（2010年、狂戦士D、エインヘイリヤルC）
- メダル・オブ・オナー（2010年、デソート）
- Fallout: New Vegas（2011年、DLC2[HONEST HEARTS]）（フォローズ・チョーク、リッキー）
- 龍が如く 極2（2017年）

### ドラマCD
- 瑠璃の風に花は流れる
- PERSONA -trinity soul- The Sound of Christmas
- テイルズ オブ ジ アビスVol.4
- オトダマ -音霊-

### 吹き替え

#### 映画
- エア・ストライク（2004年、キャッシュ）
- エア・マーシャル（2005年、ハッジ）
- 大変な結婚（2005年、ミンソク）
- 0：34（2005年、ホームレス）
- エコーズ（2005年）
- 彼らだけの世界（2005年、ゴールドボタン）
- ジャングル・ジュース（2005年、カバ）
- 合衆国壊滅 / M10.5（2005年）
- ハッスル!（2005年、マルセロ）
- レックス - REX -（2005年）
- ファイブ・デイズ・ウォー（2005年、ホリンシェッド）
- 沈黙の追撃（2006年、モス）
- リミット48（2006年、ビリー）
- バタリアン4（2006年、ヘクター）
- 激突2006（2006年、アクセル）
- 或る夜の出来事（2006年、ロビントン）
- ミニヴァー夫人（2006年、フォーリー）
- 遠すぎた橋（2006年、ディック）
- サプライズ（2006年）
- ブラザーズグリム（2006年）
- 風の前奏曲（2006年、プラシット）
- インフェルノ・ビロウ（2006年、サルヴォ）
- 10ミニッツ・アフター（2006年、ランソン）
- STAG　スタッグ（2006年、イオン）
- ダークブレイド（2006年）
- ケルベロス（2006年、バーク）
- ワールド・トレード・センター（2006年）
- デス・ヴィレッジ（2006年、J.B.）
- プレスリーVSミイラ男（2006年）
- キングダム・オブ・アーク（2006年、ルベン）
- ダンサーの純情（2006年）
- 風のファイター（2006年）
- THE SPIRIT 怒りの正拳（2006年、ヘイラン）
- 覗き（2006年、テヨル）
- 吸血鬼アンジェラ（2006年、カール）
- TSUNAMI（2006年、ホルガー）
- ブラック・ダイヤモンド（2006年）※日曜洋画劇場
- X-MEN2 ※日曜洋画劇場（2006年）
- 007 黄金銃を持つ男（2006年）
- 我が家の楽園（2006年、ブレイクリー）
- クリティカル・リポート（2006年、レンベ）
- 吹けよ春風（2006年）
- エアリフト（2006年、ハリー）
- カサノバ（2007年）
- THAG LIFE（2007年、メッカ）
- デッドマンズ・プリズン DEAD MAN'S PRISON（2007年、シーザー）
- ゾンビナイト（2007年、イアン）
- デスパレート 愛されてた記憶（2007年、マオファン）
- STREET GANGSTA（2007年、BR）
- ドラゴン・スクワッド（2007年、パンサー）
- THE LABEL ザ・レーベル（2007年、ファットキャット）
- コントラクト（2007年、トカゲ）
- ブラック・ダリア
- リサイクル 死界（2007年）
- マイ・ベイビーズ・ダディ（2007年、じいちゃん）
- フェイク（2007年、ビッグトリン）
- パリ・ディストラクション（2007年、モリオン）
- AVP2 エイリアンズVS.プレデター（2007年）
- VS.PLAYAZ（2007年、ナイト）
- フラッグ・オブ・ソルジャーズ 勝利なき戦場（2007年、ヴォルフ）
- デスクロウ（2007年）
- 血も涙もなく（2007年、チェ刑事）
- ベオウルフ（2007年、グレンデル）
- ルワンダの涙（2007年、バティスト）
- 欲望という名の電車（2007年、パブロ）
- ドリーム・ファミリー（2007年、ネイサン）
- ドリームガールズ（2007年、ウォルシュ）
- ハンニバル・ライジング（2007年）
- ボトム・ダウン（2007年、クォントリル）
- トルネード（2007年、アンドレアス）
- とかげの可愛い嘘（2007年）
- ザ・ビースト 〜ブレイロードの悪夢〜（2008年、ジーク）
- NO RULES ノー・ルール（2008年、ユーリ）
- バトルフィールド TOKYO（2008年）
- インディ・ジョーンズ/クリスタル・スカルの王国（2008年）
- ディア マイ ファーザー（2008年、司会者）
- 題名のない子守唄（2008年）
- ゴーン・ベイビー・ゴーン（2008年）
- ギャング・オブ・ローズ（2008年、ジョージー）
- 愛なんていらない（2008年）
- 密告者/Death Toll（2008年、ニューサム署長）
- デス・トリップ（2008年、ロンリー・ツイン）
- ハッピーエンドのできるまで（2008年、ジェイク）
- ストライキング・レンジ（2008年、テイヴ）
- 傷だらけの男たち（2008年、マン）
- バンテージ・ポイント（2008年、ルイス）
- 卑劣な街（2008年、イ・ジョンビョク）
- バタフライ・エフェクト2（2008年、フェンテス）
- X-ファイル: 真実を求めて（2008年）
- ラスト・アナコンダ（2008年、ヴィー）
- モンゴル（2008年、トドエン）
- ハンティング・パーティーｰCIAの陰謀（2008年、チェット）
- ヒーリング・ハート（2008年）
- 臨死（2008年）
- ターミナル（2008年）
- 理想の恋人を見つけるための7つのジンクス（2008年、マイケル）
- ペネロピ（2008年、サム）
- ノーカントリー（2008年）
- ハートストッパー（2008年）
- イルカがいた夏（2008年）
- ウィナー・テイクス・オール（2008年、デックス）
- エンパイア・オブ・エイプス（2008年、オルフ）
- 31Km（2008年）
- 隣人は闇に潜む（2008年）
- 強敵（2008年、ジェンマン）
- ラプター（2008年、ソン）
- バイオハザードIII（2008年）
- ホット・ロッド/めざせ!不死身のスタントマン（2009年）
- ファイナル・デッドサーキット 3D（2009年）
- 逃亡の24時間〜ルイ16世とマリー・アントワネット（2009年）
- ビハインド・エネミー・ライン（2009年、ファウラー）
- デプス・チャージ-合衆国撃沈（2009年、ルイス艦長）
- ヒドラ（2009年、ガナー）
- グラントリノ（2009年）
- ぼくたちの奉仕活動（2009年）
- ストリートファイター ザ・レジェンド・オブ・チュンリー（2009年）
- 危険な遊戯 ハマースミスの6日間（2009年）
- THE LOST〜失われた黒い夏〜（2009年、エド）
- ピート・ザ・チキン〜僕は超人気セレブ〜（2009年）
- ワイルド・バレット（2009年、トミー）
- エージェント・オブ・ウォー（2009年、ジェリー）
- 12人の怒れる男（2009年）
- アンダーワールド ビギンズ（2009年）
- チェ 39歳 別れの手紙（2009年、ウルバノ）
- スカイ・ファイター（2009年、ヘイスティングス）
- ステップ・アップ2（2009年、タック）
- フード・ボーイ 秘密のパワー（2009年、ディラン）
- エクスプレス 負けざる男たち（2009年、ランディ）
- マスター・ファイブの秘密（2009年）
- ロスト・キングダム スルタンの暦（2009年、マンスール）
- カンフーダンク（2009年）
- ストリート・レーサー（2009年、ステパン父）
- ダンジョン&グリフォン（2009年、ゴーウィン）
- マスター・ファイブの秘密（2009年）
- 公共の敵2 あらたなる戦い（2010年、カン・ソクシン）
- キャプテン・フィリップス（2013年、ケン・クイン〈コーリイ・ジョンソン〉）
- ルーシーズ（2014年、サリー〈マイケル・マドセン〉）
- トゥモローランド（2015年、国語の教師[3]）
- ホールディング・ザ・マン －君を胸に抱いて－（2016年、ウッディ）
- ザ・マミー/呪われた砂漠の王女（2017年）
- トリコ・トリ：ハッピー・ハロウィン（2019年、ネルソン）

#### ドラマ
- CSI:4 科学捜査班（2005年、リッチ）
- CSI:5 科学捜査班（2006年）
- 4400 未知からの生還者2（2006年）
- ジョーイ2（2006年）
- スターゲイト アトランティス（2006年）
- セイディmyダイアリー（2006年）
- あすなろ白書 台湾版（2006年）
- 炎のテキサス・レンジャー シーズン7（2007年）
- CSI:6 科学捜査班（2007年）
- クリミナル・マインド FBI行動分析課（2007年）
- デクスター（2007年）
- ザ・ソプラノズ 哀愁のマフィア シーズン6（2007年）
- マイアミ・バイス シーズン5（2007年）
- ワイヤー・イン・ザ・ブラッド3（2007年、バーノン）
- ROME［ローマ］（2007年）
- ワン・トゥリー・ヒル（2007年）
- ドクター・フー シーズン2（2007年）
- ヒヤシンス・ブルーの少女（2007年）
- LOST シーズン2（2007年）
- スターゲイト アトランティス シーズン2（2007年）
- ザ・ホスピタル（2008年）
- スターゲイト Year10（2008年）
- ゴースト 〜天国からのささやき（2008年）
- 朱蒙（2008年）
- ザ・ソプラノズ 哀愁のマフィア（2008年）
- ワイヤー・イン・ザ・ブラッド4（2008年、バーノン）
- CSI:7 科学捜査班（2008年）
- エバーウッド 遥かなるコロラド2（2008年）
- The O.C.3（2008年）
- ドレイク&ジョシュ（2008年）
- クッキ 〜菊熙〜（2008年）
- ミッシング -サイキック捜査官- シーズン2（2008年）
- アグリー・ベティ（2008年、ニック）
- スレッシュホールド 〜The Last Plan〜（2008年）
- 気分はぐるぐる（2008年）
- チャームド6 〜魔女3姉妹〜（2008年）
- BONES2（2008年）
- 太王四神記（2008年）
- ウェイバリー通りのウィザードたち（2008年）
- 時空刑事1973 ライフ・オン・マーズ（2008年）
- 犬とオオカミの時間（2008年、ホヨン）
- ミディアム3（2008年）
- 炎のテキサス・レンジャー シーズン8（2008年）
- ザ・ソプラノズ 哀愁のマフィア シーズン6（2008年）
- アウトバーン・スピード（2008年）
- ブレイド ブラッド・オブ・カソン（2008年）
- バイオニック・ウーマン（2009年）
- ヤング・スーパーマン　シーズン5（2009年）
- デスパレートな妻たち4（2009年）
- チャームド6 〜魔女3姉妹〜（2009年）
- チャームド7 〜魔女3姉妹〜（2009年）
- ゴースト 〜天国からのささやき2（2009年）
- ステート・ウィズイン〜テロリストの幻影〜（2009年）
- ミディアム4（2009年）
- プライミーバル 第1章（DVD版）（2009年、ライアン）（2009年）
- Dr.HOUSE（2009年）
- Dr.HOUSE2（2009年）
- ワイヤー・イン・ザ・ブラッド5（2009年、バーノン）
- クリミナル・マインド3 FBI行動分析課（2009年）
- CSI:マイアミ7（2009年）
- MI-5 英国機密諜報部（2009年）
- イ・サン（2009年）
- LOST シーズン5（2009年）
- ホテル・バビロン（2009年）
- ミス・マープル3 バートラム・ホテルにて（2009年）
- スポットライト（2009年）
- ザ・パシフィック（2010年）
- イ・サン（2010年、カン・ジュンピル）
- LOST シーズン6（2010年）
- CSI:9 科学捜査班（2010年）
- CSI:マイアミ8（2010年）
- HAWAII FIVE-0（2011年）
- WITHOUT A TRACE/FBI 失踪者を追え!7（2011年）
- チャームド8 〜魔女3姉妹〜（2011年）
- iCarly（2011年）
- Dr.HOUSE5（2011年）
- クリミナル・マインド5 FBI行動分析課（2011年）
- グッド・ワイフ（2011年）
- ナース・ジャッキー2（2011年）
- アンフォゲッタブル 完全記憶捜査（2012年）
- クリミナル・マインド6 FBI行動分析課（2012年）
- Dr.HOUSE6（2012年）
- SHERLOCK（シャーロック）2（2012年）
- HAWAII FIVE-0　シーズン2（2012年）
- ミディアム7 最終章（2012年）
- 馬医（2013年）
- リベンジ シーズン3（2014年）
- ポリティカル・アニマルズ（2014年）
- LAW & ORDER:陪審評決（2015年、クリス・ラベル〈スコット・コーエン〉[4]）
- エクスタント（2015年）
- リベンジ (テレビドラマ) シーズン4（2015年）
- CSI:15 科学捜査班（2015年）
- 刑事フォイル 第3シリーズ（2016年）
- SCORPION/スコーピオン2（2016年）
- 三銃士 (2014年のテレビドラマ)（2016年、ヨンゴルテ）
- アンフォゲッタブル4 完全記憶捜査（2016年）
- イニョプの道（2016年）
- NCIS: ニューオーリンズ2（2017年）
- グッド・ワイフ7（2017年）
- アメリカン・ゴシック 〜偽りの一族〜（2017年）
- シカゴ・メッド（2017年）
- クリミナル・マインド12 FBI行動分析課（2017年）
- BULL / ブル 法廷を操る男（2017年）
- HAWAII FIVE-0　シーズン7（2018年）
- スーパーナチュラル13（2018年）
- 君主〜仮面の主人〜（2018年）
- SCORPION/スコーピオン4（2018年）
- 刑事ルーサー（2019年）
- ヘチ 王座への道（2020年）

#### アニメ
- おさるのジョージ
- KND ハチャメチャ大作戦 シーズン5（2006年、チップ）
- トータリー・スパイズ!（2006年、ドクターV）
- メーターの東京レース（2009年）

### ボイスオーバー
- BS世界のドキュメンタリー
  - 誰がアンナを狙ったのか 〜ロシア 報道記者暗殺の真相〜
  - アフリカ支援は甘くない 〜起業家8人の挑戦〜
  - 密着 新イラク軍〜米軍の訓練に戸惑う新兵たち〜
  - 石油枯渇はやってくるのか
  - 消えゆく胡同（フートン）〜まぼろしの北京再開発計画〜
  - トナカイを追う少女〜ノルウェー サーメの遊牧生活〜
  - 人は僕を天才という
  - 米軍幹部が語る イラク戦争が終わらない理由
  - チャベス政権 光と影
  - アグリビジネスの巨人 “モンサント”の世界戦略
  - なぜ市民を巻き添えにしたのか 〜米軍 ハディーサの戦い〜
  - イランとアメリカ 対立の構図
  - インド 裸足（はだし）のソーラー・エンジニアたち
  - チャベス政権 光と影
  - アグリビジネスの巨人“モンサント”の世界戦略
  - 密着 新イラク軍〜米軍の訓練に戸惑う新兵たち〜
- 発掘アジアドキュメンタリー インド・マレガオンのスーパーマン
- ALIVE 奇跡の生還者たち seasonI
- ALIVE 奇跡の生還者たち seasonII
- 突撃!大人の職業体験
- 人類滅亡-LIFE AFTER PEOPLE-
- ドッグファイト 〜華麗なる空中戦〜 season2
- 野生の素顔〜四大陸の動物たち〜
- Fのキセキ

### ナレーション
- パチスロ鉄拳2nd PV
- パチスロ鉄拳3rd PV

### パチンコ・パチスロ
- タイムレスキュー
- ガオガオキング